# Fresh Knove
Die im Jahre 2006 entdeckten Reste von Fresh Knove (auch Fresh Knowe), einem Kammergrab (englisch chambered tomb) auf dem Brodgar Ness auf Mainland auf Orkney in Schottland, stellen sich als das Bindeglied zwischen den Stalled Cairns (z. B. Unstan) und den Anlagen vom Maeshowe-Typ dar. Der Fund auf dem Ness besitzt, wie einige andere Anlagen, die Merkmale beider jungsteinzeitlicher, orkadischer Cairn-Typen. 
Das Kammergrab weist eine ovale Struktur mit einer Länge von etwa 7,5 und einer Breite von 4,5 m auf. Der Zugang zeigt nach Südosten. Steinpfosten teilen radial angeordnete Abteile ab. Sie ähneln den 1998 im Crantit Cairn gefundenen. Umgeben war das Bauwerk von einer Ringmauer ähnlich jener von Barnhouse VIII. Diese könnte hinzugefügt worden sein, um eine breite Steinbühne, ähnlich der von Quoyness auf Sanday, zu schaffen. 
Der Zweck der Anlage ist unklar, da sie sowohl Elemente ritueller als offenbar auch profaner Architektur zeigt. Die Zugangsmerkmale sind identisch mit denen von Knowes o’ Trotty (oder o’ Huntscarth). 
Die Datierung der Struktur und ihre Stellung innerhalb der Jungsteinzeitlichen Besiedlung auf dem Ness sind ebenfalls noch unklar. Einige Merkmale weisen darauf hin, dass die Anlage bereits in der frühen Bronzezeit außer Nutzung gegangen war. So wurde eine dreieckige Steinkiste gefunden, die die Anlage überlagert. In der Kiste fand man zwei kleine Steinblöcke mit derselben Rhombenverzierung wie sie der als Brodgar Stone bekannt, 1925 im selben Feld gefundenen größere Stein zeigt. Dieser ebenfalls in einer Steinkiste gefundene Stein wird von acht Rhombenbändern überzogen. Das Motiv findet sich an einer Anzahl megalithischer Standorte auf Orkney und darüber hinaus.